# Saint-Paul (Antigua-et-Barbuda)
Pour les articles homonymes, voir Saint-Paul.
Saint-Paul est l'une des six paroisses d'Antigua-et-Barbuda avec, en 2001, 7848 habitants.